# Tomáš Vaclík
Tomáš Vaclík (n. 29 martie 1989, Ostrava, Cehia) este un fotbalist ceh, care joacă pe post de portar la Boavista în Primeira Liga. Pe plan internațional, are prezențe la națională pentru Cehia U18⁠(d), Cehia U19⁠(d), Cehia U20⁠(d), Cehia U21⁠(d) și Cehia.

## Palmares
Basel
- Swiss Super League: 2014–15, 2015–16, 2016–17
- Campion Swiss Cup: 2016–17[5]
- Vice-campion Swiss Cup: 2014–15